# Le Boucher (maître écrivain)
Pour les articles homonymes, voir Le Boucher (homonymie).
Le Boucher (prénom inconnu) est un maître écrivain actif au XVIIIe siècle.

## Œuvres
Livre d’écritures anciennes et modernes, par Le Boucher, écrivain juré, vérificateur des écritures et signatures contestées en justice. Manuscrit sur papier, 4° obl., 59 f. Rouen BM : Ms. p. 8 (n° 285 du catalogue).